# آو پر
آو پر یا اَوپر یک روستا در افغانستان است که در ولایت بامیان واقع شده‌است.